# ۹۹۴ (خورشیدی)
۹۹۴ نهصد و نود و چهارمین سال هجری خورشیدی است.